# Suspiria
Suspiria  (din limba latină: "suspine") este un film italian din 1977 regizat de Dario Argento. Este creat în genurile fantastic, de groază, mister. Rolurile principale au fost interpretate de actorii Jessica Harper, Stefania Casini, Flavio Bucci, Miguel Bosé, Alida Valli, Udo Kier și, în ultimul ei rol într-un film, Joan Bennett.  Scenariul este scris de Argento și Daria Nicolodi parțial bazat pe eseul Suspiria de Profundis din 1845 scris de Thomas De Quincey.
Este primul film din trilogia Le tre madri/A treia mamă, fiind urmat de Inferno (1980) și A treia mamă (2007).
Jessica Harper joacă rolul unei studente americane de balet care se transferă la o academie prestigioasă de dans din Germania, dar mai târziu își dă seama, după o serie de crime, că academia este adăpostul unui grup de vrăjitoare sinistre și malefice.
Suspiria a devenit unul dintre cele mai de succes filme ale lui Argento, primind aprecieri ale criticilor pentru flerul sau vizual și stilistic, folosirea culorilor vibrante și a coloanei sonore.  Este parte a sub-genului de filme giallo, devenind cu timpul un film idol.
O refacere a filmului regizată de Luca Guadagnino are premiera programată în 2018. În acest ilm joacă actorii Dakota Johnson, Chloë Grace Moretz, Mia Goth și Tilda Swinton, cu Jessica Harper într-un rol secundar.

## Distribuție
- Jessica Harper ca Suzy Bannion
- Stefania Casini ca Sara
- Flavio Bucci ca Daniel
  - Gregory Snegoff ca Daniel †
- Miguel Bosé ca Mark
  - Gregory Snegoff ca Mark †
- Alida Valli ca Miss Tanner
- Joan Bennett ca Madame Blanc
- Udo Kier ca Dr. Frank Mandel
  - Frank von Kugelgen ca Dr. Frank Mandel †
- Barbara Magnolfi ca Olga
  - Carolyn De Fonseca ca Olga †
- Eva Axén ca Pat Hingle
- Rudolf Schündler ca Professor Milius
  - Geoffrey Copleston ca Professor Milius †
- Susanna Javicoli ca Sonia
- Franca Scagnetti ca Cook
- Giuseppe Transocchi ca Pavlo
- Jacopo Mariani ca Albert
- Renato Scarpa ca Professor Verdegast
- Margherita Horowitz ca Teacher
- Ted Rusoff ca Police Inspector
- Lela Svasta ca Mater Suspiriorum/Helena Markos (nem.)
- Dario Argento ca Narrator (nem.)
  - William Kiehl ca the English-language Narrator

† numai dublaj vocal

## Producție
Filmările au avut loc la studiourile De Paoli din Roma.

## Lansare și primire
A avut încasări de 1,8 milioane $ în SUA și de 1,43 miliarde lire italiene în  Italia.
În serialul american 100 Scariest Movie Moments s-a clasat pe locul 24 în lista celor mai înspăimântătoare 100 de filme. 